# Anagrus fisheri
Anagrus fisheri är en stekelart som beskrevs av Donev 1998. Anagrus fisheri ingår i släktet Anagrus och familjen dvärgsteklar. Inga underarter finns listade i Catalogue of Life.